# میرونگشکی
میرونگشکی (به لاتین: Mieruniszki) یک روستا در لهستان است که در گمینا فیلیپوو واقع شده‌است. میرونگشکی ۱۷۰ نفر جمعیت دارد.